# Gangarol
Gangarol o Gangaro (in croato Gangarol) è un isolotto disabitato della Croazia, situato lungo la costa dalmata settentrionale, nel mar Adriatico; fa parte delle isole Incoronate. Amministrativamente appartiene al comune Morter-Incoronate, nella regione di Sebenico e Tenin.

## Geografia
Gangarol si trova nel canale di Mezzo tra le isole di Zut e Pasman. È diviso da Zut dal canale di Sit (Sitski kanal). L'isolotto ha una forma allungata, misura circa 1,4 km di lunghezza e ha un'altezza massima di 34 m, la sua superficie è di 0,332 km² e lo sviluppo costiero di 3,21 km.

### Isole adiacenti
- Sitno (Šćitna), a nord-ovest a circa 450 m[2].
- Diccovizza[7][9] o Beccarizza[5][6] (Bikarijica), scoglio rotondo con una superficie di 0,025 km²[1], uno sviluppo costiero di 0,58 km[1] e l'altezza di 15 m[2] situato 910 m a sud-sud-est di Gangarol 43°53′20″N 15°21′06″E.

### Cartografia
- (HR) Mappa topografica della Croazia 1:25000, su preglednik.arkod.hr. URL consultato il 27 febbraio 2017.
- G. Giani, Carta prospettiva delle Comuni censuarie della Dalmazia, foglio 2, 1839. Fondo Miscellanea cartografica catastale, Archivio di Stato di Trieste.
- Carta di cabottaggio del mare Adriatico, foglio VII, Milano, Istituto geografico militare, 1822-1824. URL consultato il 17 febbraio 2017 (archiviato dall'url originale il 13 aprile 2013).